# Izvoru Aneștilor
Izvoru Aneștilor – wieś w Rumunii, w okręgu Mehedinți, w gminie Livezile. W 2011 roku liczyła 216 mieszkańców.